# Slowenische Badminton-Mannschaftsmeisterschaft 2020
Die Slowenische Badminton-Mannschaftsmeisterschaft der Saison 2019/2020 gewann das Team von BK BIT.

## Endstand
- 1.	BK BIT (Tilen Zalar, Cecilija Barut, Nike Brajkovič, Zoja Novak, Natan Maksimovič, Jan Babnik, Nina Kotar, Igor Sabljič)
- 2.	Mr. Pet Medvode (Rok Kuprivec, Jaka Ivančič, Grega Šuštar, Lina Pipan, Taja Pipan, Gal Bizjak, Maja Kersnik, Ana Marija Šetina, Nika Polanič)
- 3.	BK TEM Mirna (Ema Cizelj, Nastja Stovanje, Urban Herman, Urban Turk, Nik Zupančič, Anej Cizelj, Žan Laznik, Sebastijan Miklič)
- 4.	BK Olympija Ljubljana (Špela Alič, Maruša Vračar, Ian Spiller, Gregor Alič, Uroš Perme, Žiga Vračar)
- 5.	BK Medvode mladi (Gal Bizjak, Rok Kuprivec, Jaka Perič Marovt, Kevin Lin Lenarčič, Žiga Podgoršek, Eva Andrejaš, Maša Oblak, Tijana Jovanović)
- 5.	BK Branik (Miha Masten, Zala Žuran, Daniel Klančar, Aljaž Ferk, Kara Zorman, Lea Križman)